# Waldschule Degerloch
Die Waldschule Degerloch ist ein Gymnasium, eine Realschule mit Realschulaufsetzer und eine Grundschule in Stuttgart, und die zweitälteste Privatschule der Stadt.
Die Schule liegt im Stadtteil Stuttgart-Degerloch,  neben dem Degerlocher Wald, und unterhalb des Fernsehturm Stuttgart.

## Geschichte

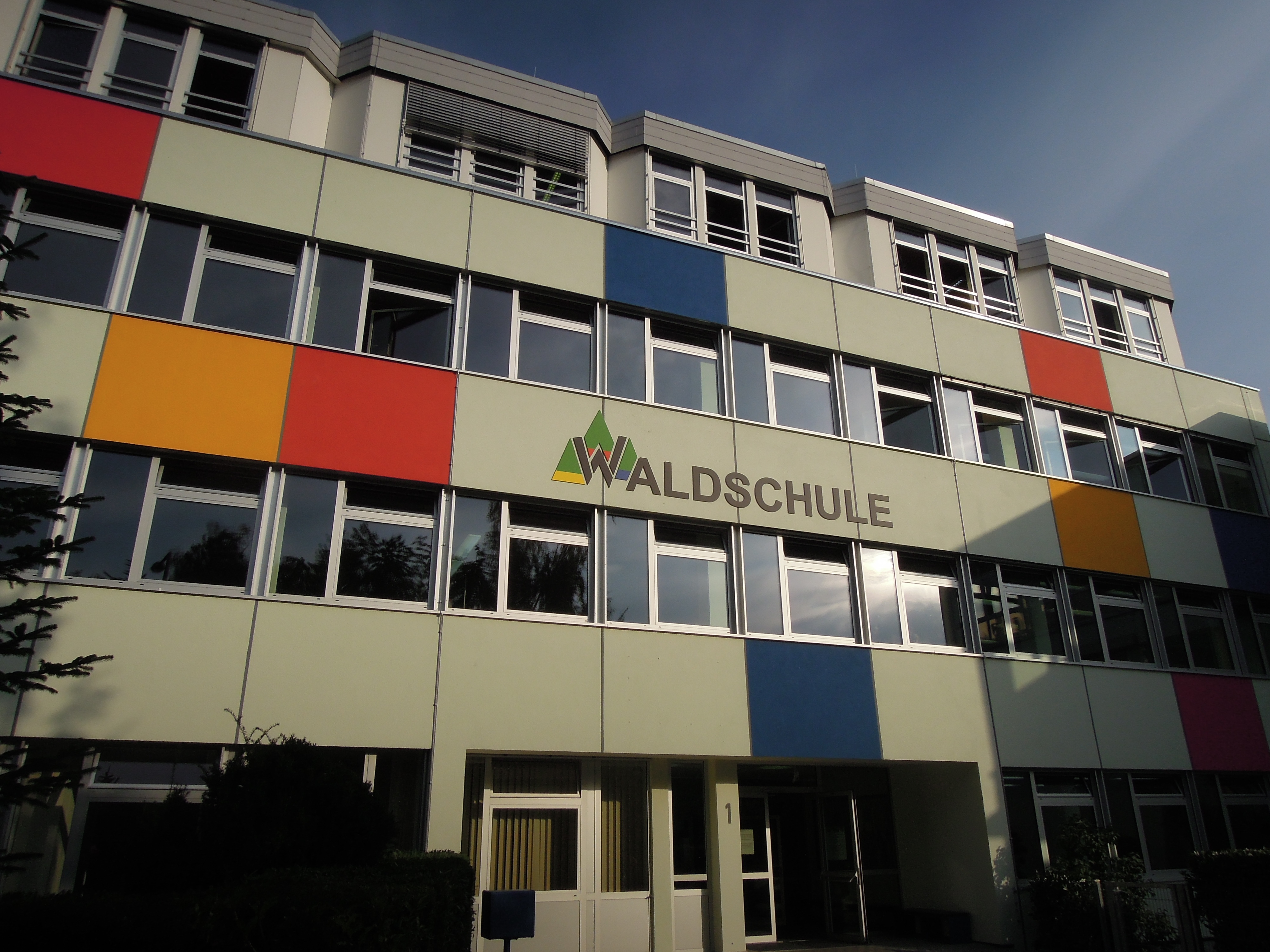
Vorderansicht heute

### Mozersches Privatinstitut
Der Gründer der Schule war Johann Heinrich Mozer (* 17. Juli 1837 in Ludwigsburg; † 29. November 1903 in Stuttgart). Er absolvierte 1855 in der Schweiz die Prüfung zum Lehrer und gründete 1872 die Schule. Er war außerdem Schulleiter an der Bürgerschule in Stuttgart, verheiratet und Vater vierer Kinder. Zum Zeitpunkt der Gründung umfasste das schulische Angebot einen Kindergarten, eine Grundschule und ein „Töchterinstitut“.
Nach dem Tod Heinrich Mozers 1903 wurde die Elementarschule eingestellt. Der Kindergarten wurde 1925 geschlossen.

### Private Oberschule Mozer
1933 erhielt die Schule die staatliche Anerkennung als Oberschule; sie wurde in „Private Oberschule Mozer“ umbenannt. 1942 erfolgte eine kriegsbedingte Auslagerung nach Wäschenbeuren. Die Schüler wurden in der Gaststätte „Grüner Baum“ unterrichtet, wo sie durch sehr glückliche Umstände den Bombenangriff auf Wäschenbeuren am 19. April 1945 überleben.
1945 kehrten 35 Schülerinnen nach Stuttgart zurück. Der Schulbetrieb wurde in Privatwohnungen, später in wechselnden Mieträumen (Mörikegymnasium, Waldheim Sonnenwinkel, Waldheim Heslach, Ferienheim Altenberg) wieder aufgenommen.

### Waldschule
1952 übernahm Marga Rapp die Schulleitung. Der „Verein zur Förderung der Mozerschule“ wurde gegründet, um einen Neubau der Schule zu finanzieren. 1953 wurde das Markuswaldheim Degerloch, der heutige Standort, bezogen. 1954 wurde die Schule in Waldschule Degerloch umbenannt und als Progymnasium (heute Klassen 5–10) geführt. 1961 wurde  ein neues Schulgebäude eingeweiht (der heutige 'Altbau'). Später folgten weitere bauliche Erweiterungen.
Seit 1985 wird an der Waldschule eine Realschulausbildung angeboten. Im Jahr 2000 wurde das erste Abitur abgelegt. 2007 wurde der Realschulaufsetzer genehmigt. 2018 genehmigte das Regierungspräsidium die Gründung einer Grundschule, die ein besonderes MINT-Profil anbietet und die betreute Beschulung von Kindern mit Diabetes Typ 1 ermöglicht.
Günther Schäfer, bis 2008 Schulleiter der Realschule im Evangelischen Schulzentrum Michelbach, war von 1956 bis 1960 Schüler der Waldschule Degerloch.

## Bildungsgänge  und pädagogische Ausrichtung
An der Waldschule Degerloch kann in einem achtjährigen Bildungsgang (Gymnasium) und einen neunjährigen Bildungsgang (Realschule plus Realschulaufsetzer) das Abitur erworben werden. Der Realschulaufsetzer wurde 2007 eingeführt, um Schülern, die eine Realschule besucht haben, jedoch nicht das Fach Französisch belegt haben, das Abitur zu ermöglichen. Die Schwerpunkte Physik oder Bildende Kunst sind in dieser Kombination in Baden-Württemberg einmalig. Nach dem Besuch der Eingangsklasse mit verstärktem Mathematik-, Englisch-, Physik- und Französischunterricht nehmen die Schüler am regulären Kursunterricht in den Jahrgangsstufen des Gymnasiums teil.
Seit 1992 wird an der Waldschule Freiarbeit nach Maria Montessori praktiziert. Die Waldschule ist eine Ganztagsschule.

## Schulleitung
- 1872–1903: Heinrich Mozer
- 1903–1936: Eugenie Berger
- 1936–1952: Marie Gabele
- 1952–1962: Marga Rapp
- 1962–1970: Hans Städtler
- 1970–1982: Friedrich Kiemle
- 1982–2000: Waltraud Wons
- 2000–2005: Detlef Horst
- 2005–2006: Walter Neumann (kommissarisch)
- seit 2006: Kai Buschmann[1]

## Träger- und Fördervereine
Der Trägerverein der Schule – ursprünglich „Verein zur Förderung der Mozerschule“ – wurde am 12. Dezember 1952 gegründet und heißt seit 1953 „Verein zur Förderung der Waldschule Degerloch“. Mitglieder im Verein sind die Schülereltern und die Lehrer.
Seit 1963 gibt es den „Verband der Ehemaligen“, der das jährliche Ehemaligentreffen organisiert, seit 2011 den „Verein der Freunde und Ehemaligen der Waldschule Degerloch“.

## Partnerschaften

### Partnerschulen
- deutsch-türkische Schule TAKEV in Izmir (Türkei)
- Collège Salinis in Auch bei Toulouse (Frankreich)
- Colegio Arenas Atlántico auf Gran Canaria (Spanien)
- Springburn Academy und All Saints Secondary School in Glasgow, Schottland

### Bildungspartnerschaft
Seit 2016 besteht eine Bildungspartnerschaft mit der Baden-Württembergischen Bank, Marktbereich Degerloch/Stuttgart-Ost.